# コリントス戦争
コリントス戦争（コリントスせんそう、英：Corinthian War、紀元前395年 - 紀元前387年）は、アテナイ、アルゴス、コリントス、テバイおよびその他反スパルタ同盟とスパルタおよびその同盟国（ペロポネソス同盟）との戦争である。

## 概要
戦争の直接の原因はアゲシラオス2世の小アジア遠征に対してギリシア本土で戦争を起こすことによってアケメネス朝ペルシア側がその目をギリシアに向けさせようとしたこと、テバイとスパルタが干渉した北西ギリシアでのローカルな対立であり、より潜在的な原因はペロポネソス戦争によってアテナイをギリシアの覇者の座から引き摺り下ろし、拡大を進めるスパルタへの諸国の警戒心、敵愾心である。
戦争は陸ではコリントスからテバイ付近で、海ではエーゲ海で戦われた。スパルタは陸の主要な会戦ではおおむね勝利を得たが、海ではペルシアの援助を得た敵に惨敗した。この勝利を得てアテナイはいくつかの海軍での遠征を行い、紀元前5世紀の「アテナイ帝国」の大部分を回復した。
このアテナイの成功および拡大に警戒したペルシアは路線を変更し、スパルタ側についた。この大帝国の寝返りによって反スパルタ同盟は平和への道を模索しだし、紀元前387年に締結されたアンタルキダスの和約（大王の和約とも）によって戦争は終結した。この条約でペルシアはイオニア全域の支配権を確立し、またスパルタの覇権が確立された。

## 原因
紀元前404年にアテナイの無条件降伏を以って終わったペロポネソス戦争の後、スパルタは他のギリシア諸国とペルシアの協力を得つつエーゲ海の島々を支配下に収めた。しかし、スパルタは敗戦国やアテナイの旧属国から貢納を要求し、さらに戦時中にスパルタに敵対行為を行ったエーリスを紀元前402年に攻撃したため、コリントスとテバイが対エリス戦でスパルタへの援軍を拒否するなど同盟諸国の間でのスパルタの支持率は下がった。
スパルタ王アゲシラオス2世の下でスパルタは紀元前399年に小アジア遠征を行い、ペロポネソス戦争時の協力者であったペルシアと袂を別った。この遠征においてテバイ、コリントス、アテナイは参加を拒否したが、アゲシラオスは小アジアの太守たちを相手に優勢に戦い、撤退の直前にはペルシア王の元への進軍すら計画した。
アゲシラオスと戦っていたフリュギア太守ファルナバゾスはギリシア本土で戦争を引き起こすことによってアゲシラオスを撤退させようとし、ロドス人のティモクラテスに資金を持たせてギリシアに派遣した。アテナイ、テバイ、コリントス、アルゴスを訪れたティモクラテスはそれらの国々に対スパルタ戦争を起こすことを説得し、スパルタに対して反感を抱いていたそれらの国々はそれに応じ、ティモクラテスの工作は成功した。

## 紀元前395年
テバイはスパルタに直接挑戦することに気が進まなかったために、彼らの同盟国のロクリスにロクリスとフォキスの両方の領地から税をとることを勧めることによって戦争に漕ぎつけようとした。この結果フォキスはロクリスに侵攻し、ロクリスはテバイに援軍を要請してテバイはフォキス領に侵攻した。そしてフォキスに助けを求められたスパルタはテバイ人への懲戒という名目で動員を行った。また、テバイは使節をアテナイに派遣し、テバイを助けることを決定したアテナイはテバイを含むボイオティア連合との同盟を締結した。
スパルタはペロポネソス戦争で提督として活躍したリュサンドロスとパウサニアス王の二軍でそれぞれボイオティアのハリアルトスへ向かった。パウサニアスより先に着いたリュサンドロスはオルコメノスにボイオティア連合に反旗を翻すよう説得するのに成功し、オルコメノス軍と共にハリアルトスへと向かったが、ハリアルトスの戦いで敗死した。その数日後に着いたパウサニアスは協定を結んで戦死者の遺体を引き取った後、スパルタに引き返した。着くのが遅くなってリュサンドロスを死なせてしまったパウサニアスは裁判にかけられたが、有罪判決が下される前にテゲアに亡命した。
紀元前395年末にコリントスとアテナイが対スパルタ参戦し、さらに彼らは他の数多くの小国に使節を送って支持を取り付けた。この動きに対してスパルタは小アジアのアゲシラオスに帰国を命じ、アゲシラオスはヘレスポントスを渡り、トラキアを通って陸路で帰国しようとした。

## 紀元前394年

### ネメア
テバイの勝利によるテバイとフォキスとの停戦の後、対スパルタ同盟諸国はコリントスに24000人の大軍を終結させ、それに対し、スパルタも18000人の軍を派遣した。両軍はコリントス領のネメアで会戦し（ネメアの戦い）、スパルタの勝利に終わった。

### クニドス
一方海では、両陣営がそれぞれ艦隊を編成し、アゲシラオスは配下のエーゲ海の諸国の艦船を集結させて120隻の艦隊を編成し、これを艦隊の指揮権を持ったことのない義理の兄弟のペイサンドロスに指揮権を持たせた。他方ペルシア・アテナイ連合艦隊はファルナバゾスと経験豊富なアテナイ人のコノンに指揮権を持たせた。そして両艦隊は紀元前394年のクニドス近海で衝突し（クニドスの海戦）、スパルタは奮戦したものの結果はスパルタ艦隊の大敗に終わった。この敗北によってスパルタは海上から締め出された。
この勝利の後、コノンとファルナバゾスはイオニア沿岸に沿って諸都市からスパルタ人の支配者と駐留軍を追放したが、アビュドスとセストスでは失敗した。

### コロネイア
一方、アゲシラオス軍はテッサリア人の攻撃を退けてボイオティアに至ると、テバイ、アルゴスなど反スパルタ同盟軍と遭遇し、テバイ領のコロネイアで戦った（コロネイアの戦い）。この戦いにアゲシラオスは勝利し、コリントス湾を渡ってスパルタに帰国した。

## 紀元前393年
紀元前394年の戦いではスパルタは陸では優勢に戦ったものの、海では劣勢に立たされていた。この後の数年間スパルタはコリントスとアルゴスを同盟から追い落とそうとして攻撃を仕掛けた。一方、その閑暇をアテナイとテバイは彼らが伝統的に支配していた地域での影響力の強化に利用した。
紀元前393年、コノンとファルナバゾスは艦船でギリシア本土に向かってラコニア沿岸を強襲し、キュテラ島を占領し、後者に彼らは守備隊とアテナイ人の支配者を残した。続いて彼らはコリントスに向かい、議会の成員たちに自分たちが信頼に足るを示すためにペルシア王に謁見するよう要請した。
その後、ファルナバゾスは相当な資金と艦隊の大部分と共にコノンをアッティカに送り、そこでコノンはその資金で雇った労働者と艦隊の船員でアテナイからピレウスへの長城の再建に着手し、すぐに終わらせた。アテナイはその後すぐにその艦隊をスシュロス、イムブロス、レムノスの島々の占領に利用し、クレルコス（市民居留地）をそれらに設立した。
この頃、コリントスにて民主派の寡頭派の衝突が起こり、アルゴスの協力を得た民主派は寡頭派を追放した。この追放者たちはスパルタに赴いた後、シキュオンを拠点とした。その後、スパルタ軍と追放者たちは夜襲によってコリントス湾におけるコリントスの港であるレカイオンを奪取した。これに対して反スパルタ同盟はレカイオン奪還を試みたが失敗に終わった。

## 紀元前392年
紀元前392年、スパルタはアンタルキダスを使節としてサルディス太守ティリバゾスの元へコノンがペルシア艦隊をアテナイの覇権の再建のために利用していることを知らせて、それによってペルシアの同盟側に対する態度を転換させるために派遣した。アテナイはこれを知るとペルシア人に彼らの疑惑を晴らすためにコノン他数名を送り、さらにアルゴス、コリントス、テバイに同じことを通知し、それらの国々もティリバゾスの元へ使節を派遣した。そこで起こった会議にてスパルタ側は全ての国家の独立に基づいた和平を主張したが、エーゲ海で築き上げた勢力の保持を望むアテナイ、ボイオティア連合の支配権の維持を望むテバイ、コリントスの吸収を目論んでいたアルゴスら同盟側に拒絶され、講和会議は物別れに終わった。この時コノンの行動に警戒心を抱いたティリバゾスは彼を拘束し、密かにアンタルキダスに艦隊建造のための資金を提供した。
同年に再びスパルタにて講和会議が開かれたが、物別れに終わった。
ティリバゾスは一連の顛末の報告と今後どうすべきかの指示を仰ぐために、王のいるスサに行き、代わりに小アジア沿岸地方の任のためにストルタスが送られた。スパルタはストルタスは親アテナイ的で、反スパルタ的な態度をとるのを見て取ると、将軍ティブロン
を小アジアに派遣した。彼は小アジアを荒らしたが、油断した彼が小部隊で略奪に向かったのに気付いたストルタスは多数の騎兵で敵を囲み、ティブロンを戦死させた。その後、彼の後任としてティフリダスが送られた。ティフリダスはストルタスの娘婿を捕え、彼の身柄と引き換えに身代金を得たが、劇的な結果を得ることはなかった。
また、クニドスでの敗北の後、スパルタは艦隊の再建を開始しており、コリントスとの戦いの末、紀元前392年までにはコリントス湾の制海権を回復した。そして先ほどの和議の失敗の後、スパルタはエクディコス指揮下の小艦隊をロドスから亡命した寡頭派を支援するためにエーゲ海に送ったが、政権を握っているロドスの民主派が自軍より多い艦隊を所有しているためにひとまずクニドスで味方の増援を待った。そしてスパルタはテレウティアス率いる艦隊を送り、彼はサモスで艦隊を拡充するとクニドスのエクディコスと合流し、対ロドス作戦を指揮した。
このスパルタ艦隊の復活に警戒したアテナイは40隻の艦隊と共にトラシュブロスを派遣した。彼はヘレスポントスに向かい、主要な諸都市をアテナイ側に説き伏せてビュザンティオンを通る船に税金を課した。これによってアテナイはペロポネソス戦争敗戦時に失った歳入（同盟加盟都市からの貢納）の代わりを得た。続いて彼はレスボス島に向かい、ミュティレネの協力を得て島のスパルタ軍を破り、諸都市をアテナイ側になびかせた。しかし、小アジアのアスペンドスからの侵攻を受け、トラシュブロスは戦死した。
この後、スパルタは新たにアナクシビオスをケルソネソス半島（今日のトルコ領ゲリボル半島）のアビュドスに送った。彼はファルナバゾスに対して多くの成功を勝ち取り、多くのアテナイの商船を鹵獲した。これによってトラシュブロスの成果が弱められるのを心配したアテナイはイピクラテスをそこへ送った。しばらくの間、両軍は互いの領地を襲撃するのみであったが、イピクラテスはアンタンドロスに対する遠征からのアナクシビオスの岐路を予測して待ち伏せを仕掛けた。イピクラテスの読みは的中し、彼の軍は進軍してきたアナクシビオス軍に待ち伏せ攻撃を仕掛け、アナクシビオスを含む多数を殺害した。

## 紀元前391年から388年
紀元前391年、アゲシラオスはレカイオン近辺の地域に遠征し、防備を強化された地点と大量の捕虜と略奪品を得た。しかし、アゲシラオスが戦利品売却の準備を進めている間、イピクラテスがほとんどが軽装歩兵と投槍兵から成る部隊を率いてレカイオンに向かい、そこに配置されていたスパルタの部隊を破った。この戦いでは軽装備のアテナイ軍はスパルタ重装歩兵をヒットアンドアウェイ戦法ですり減らし、壊走させた（レカイオンの戦い）。その後、彼はスパルタが占めていた要地の多くを奪回し、フリウスとアルカディアにも遠征してフリウス人を破り、アルカディアを略奪して回った。
一方この後、コリントスに来たアルゴス軍はアクロポリスを占拠し、コリントスを併合した。
イピクラテスの勝利の後、コリントス近郊は主戦場から外れ、ペロポネソスと北東ギリシアでの戦いが主になった。紀元前391年にアゲシラオスはアルゴスに遠征し、続いて紀元前389年には反スパルタ連合の同盟国であったアカルナニアにも遠征した。アカルナニア人は交戦を避けはしたが、アゲシラオスによって戦いに引き込まれた。アカルナニア人はアゲシラオスに敗れ、多くの兵士を失った。その後、アゲシラオスは本国に戻り、アカルナニア人は翌年にスパルタと講和した。
同年、アテナイはアイギナに攻撃を仕掛け、スパルタはアテナイ艦隊を追い払おうとするも失敗した。しかしその後、アテナイ軍は数ヵ月後にアイギナから引いた。また、アンタルキダス率いるスパルタ艦隊がロドスに向かおうとしたがアビュドスにてアテナイ軍に行く手を阻まれた。
アイギナからのアテナイ軍の撤退のすぐ後にゴルゴパス率いるスパルタ艦隊がアテナイ近海でアテナイ艦隊に待ち伏せ攻撃を仕掛けて多くの船舶を鹵獲した。それに対してアテナイは同じ仕方でそれに応えた。即ちキュプロスに向かう途上、アテナイの将軍カブリアスはアイギナ島に兵を上陸させ、そこのアイギナ軍とスパルタ同盟軍に待ち伏せ攻撃を仕掛け、ゴルゴパスを含む多くを殺傷した。そこでスパルタは艦隊の指揮官としてテレウティアスをアイギナに派遣し、彼はアテナイ人がカブリアスの勝利の後守りを緩めたことを知るとピレウスを襲撃して多くの商船を鹵獲した。
紀元前388年、アゲシラオスの共同統治者アゲシポリス1世がスパルタ軍を率いてアルゴスに侵攻し、田園地域を略奪したが不吉な予兆があったため帰国した。

## アンタルキダスの和約―紀元前387年
アンタルキダスはティリバゾスとの交渉に入り、もし同盟側が和平を拒んだらペルシアがスパルタ側で参戦するという合意を得るに至った。というのも、ペルシアはペルシアに反旗を翻したキュプロス王エウアゴラスとエジプト王アコリスへの援助を含むアテナイの行動に辟易しており、アテナイを助けることによってスパルタを弱体化させるという政策がもはや通じないと悟ったからである。
その後、アンタルキダスはアビュドスの封鎖を破り、シュラクサイからの援軍と自身の艦隊を合体させ、ヘレスポントスに向かうとアテナイへの穀物輸送航路を遮断し、アテナイを講和に追い込んだ。そしてティリバゾスは紀元前387年に和議を唱え、各国はそれに応じ、同年アンタルキダスの和約が締結された。
条約の基本要綱はペルシア王アルタクセルクセス2世の法令によって発布されたため、大王の和約とも呼ばれる。それの要旨は以下の如くである。ペルシアはギリシア人の都市を含むアジアを領有し、アテナイに属するべきであるレムノス、インブロス、スキュロスを除いてそれ以外のギリシアの諸国はことごとく独立を守る。この和平を受け入れなければその国に対してペルシアが戦争を起こす。

## 影響
和平に調印した次の数年の間、この体制の維持に責任を持つ二国、ペルシアとスパルタはこの条約で築いたものを最大限に利用した。ペルシアは再三にわたるギリシア側のアジアへの干渉から開放され、エーゲ海東部の支配を強固にし、紀元前380年までに反乱を起こしたエジプトとキュプロスを再占領した。また、イオニアのギリシア人は紀元前5世紀初の反乱以来ペルシアからの自由と自治を目指していたが、この和平によってイオニアを含む小アジアのペルシアの支配が確定したため、何かしらの自由と自治を目指す試みを行うことはなくなった。言うなればイオニアのギリシア人は本土のギリシア人から見捨てられたことになる。それ以降ペルシアはアレクサンドロス3世（大王）の征服まで小アジアを支配し続けた。
スパルタは脅威と感じられた同盟の解体に和平の条項を活用し、ギリシアに覇を唱えた。スパルタはテバイにその勢力下にあったボイオティアの諸都市の独立を迫り、アルゴスとコリントスを分離させ、コリントスをペロポネソス同盟に戻らせた。しかし、間もなくテバイとの対立からボイオティア戦争が起こり、紀元前371年のレウクトラの戦いでの敗北によってギリシアの覇権を失った。
その一方でペロポネソス戦争の敗戦以来二級国の地位に落とされていたアテナイは以前ほどではないにしてもギリシアの強国の地位を取り戻し、「第二次アテナイ帝国」と呼ばれるエーゲ海の諸国の支配体制を確立し、敗戦によって失ったものを一部にせよ回復した。